# Savka Dabčević-Kučar
Savka Dabčević-Kučar   (Korčula, 6 de desembre de 1923 - Zagreb, 6 d'agost de 2009) va ser una política croata durant el període comunista i post comunista. Des de 1967 a 1969 es va exercir com a presidenta del 5º Consell Executiu del Partit Socialista de Iugoslàvia.
Va ser fundadora i presidenta del Partit Popular Croat - Demòcrates Liberals (HNS) de 1990 a 1994 i membre del Parlament de 1992 a 1995.

## Biografia
Savka Dabčević-Kučar va néixer el 1923 a Korčula en una família croata originària de Boques de Kotor. Es va graduar al Gimnàs Reial de Senyoretes de Split el 1941. El setembre de 1943 es va unir als partisans iugoslaus. Des de l'any 1943 fins al final de la Segona Guerra Mundial va dirigir el camp de refugiats croats El Shatt, al nord d'Àfrica. Després de la guerra, el 1945, va ingressar a l'Escola Superior d'Economia de Zagreb. Del 1946 al 1948 es va educar a Leningrad, a la Unió Soviètica, i al seu retorn el 1949, es va graduar a la Facultat d'Economia de Zagreb. El 1955 va acabar el seu doctorat en ciències econòmiques a la mateixa universitat, el tema de tesi va ser John Maynard Keynes - teòric del capitalisme d'estat sota la tutoria de l'economista i professor Mija Mirković. Des del 1950 va treballar a la Facultat d'Economia de Zagreb i el 1965 va ser nomenada professora titular d'economia política en aquesta facultat.

## Trajectòria professional
Va participar a la Primavera Croata, va advocar per reformes dins de la federació iugoslava. En un fragment del seu discurs pronunciat a Zagreb, el 7 de maig de 1971, passat mig any de la Primavera Croata va dir: 
| « | Moltes preguntes esperen massa per obtenir les seves solucions, i són essencials per a la vida d'un treballador i el progrés de l'economia encara no hem convertit una sèrie de decisions basades en principis en programes concrets, i no hem convertit molts bons programes en accions. | » |

Des de l'institut va donar suport a moviments d'esquerra en oposició al feixisme i al nazisme. Després de la capitulació d'Itàlia, Dabčević-Kučar es va unir als partisans a la tardor de 1943. Van intentar assassinar-la a l'illa Milna després del desembarcament d'un grup pertanyent als Ústaixa.
A partir del 1959 va ser membre del comitè central de la Lliga dels Comunistes de Croàcia (SKH), des del 1963 va ser membre del Comitè Executiu del SKH i des del 1966, una dels secretàries del Comitè Executiu del Comitè Central del SKH. De 1967 a 1968 va ser presidenta del Consell Executiu del parlament de la SRH i, des de 1968, presidenta del comitè central del SKH.
El 1971, després de l'acord de Karađorđevo, la van obligar a renunciar, no només a la política sinó que també al seu treball científic i acadèmic a la Facultat d'Economia de Zagreb. Va tornar a la política novament en 1990, aquell any va liderar la Coalició de l'Acord Popular, una força reformista liberal que no simpatitzava amb la SKH, però tampoc amb la Unió Democràtica Croata (HDZ) de Franjo Tuđman. La seva coalició política va ser derrotada a les primeres eleccions multipartidistes a la primavera de 1990.
Va ser fundadora i presidenta d'HNS del 1990 al 1994 i membre del Parlament del 1992 al 1995. Va escriure diversos llibres de text i llibres en el camp de l'economia política i la planificació i de periodisme polític. Les seves obres principals són: John Maynard Keynes, teòric del capitalisme d'Estat (1957), Planificació regional a Iugoslàvia (coautora, 1963), Somnis i realitat croata (I-II, 1997). Després de la seva mort, el president de la República de Croàcia Stjepan Mesić va enviar un telegrama als seus familiars amb el text següent:
| « | Unint-me amb els meus condols a molts que la van conèixer i que la recorden amb gran respecte, vull assenyalar que la seva mort és sens dubte una gran pèrdua per a Croàcia i el poble croat, al progrés del qual, benestar i llibertat la Dra. Savka Dabčević-Kučar va dedicar tot el seu treball polític i científic. | » |

## Premis i distincions
Entre les distincions que va rebre va ser condecorada amb:
- Memorial de la Guerra Pàtria,[9]
- Ordre del Trèvol de Croàcia,[10]
- Ordre de la Danica croata,[11]
- Ordre Rei Dmitar Zvonimir.[12]

## Creences
Ella era agnòstica.